# Faulkogel
Der Faulkogel ist ein 2654 m ü. A. hoher Berg der Radstädter Tauern, an der Grenze zwischen den Bezirken St. Johann (Pongau) und Tamsweg (Lungau) im Land Salzburg.

## Lage und Landschaft
Der Faulkogel liegt zwischen Flachauer Tal, Kleinarltal und Zederhaustal, westlich des etwas höheren Mosermandls (2680 m ü. A.) und des Tauerntunnels der Tauernautobahn (A10). Er gehört zum Alpenhauptkamm, an ihm zweigt der Kamm zwischen Kleinarl und Flachau nach Norden ab, der über den Kraxenkogel (2436 m ü. A.) und die Wagrainer Höhe zum Hochgründeck der Fritztaler Berge leitet.
Der Berg selbst ist dreigipfelig, der höchste ist der Nordgipfel.
Südwestlich unterhalb liegt die Windischscharte (2304 m ü. A.), die zum Mosermandlmassiv abgrenzt, hier erhebt sich der Windischkopf (2609 m ü. A.) als Nebengipfel. Südwestlich folgt nach der Hoferscharte (2356 m ü. A.) das Rothorn (2522 m ü. A.). Nach Norden leiten Neukarscharte (2257 m ü. A.) und Schoberscharte (2140 m ü. A.) zum Schoberkogel (2229 m ü. A.).
Der Gipfel gehört als Grenze zum Naturpark Riedingtal und Biosphärenpark Lungau–Nockberge.

## Hydrologie

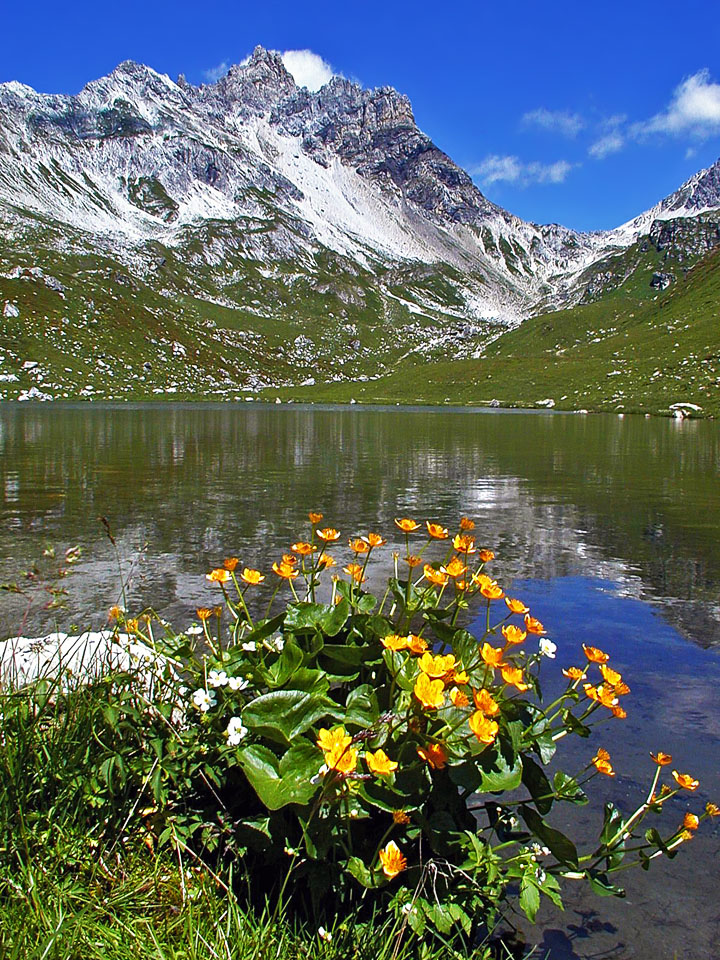
Faulkogel und Zaunersee

Südwärts entspringt aus dem Zaunerkar im Zaunersee der Zaunerbach zum Riedingbach, der über den Zederhausbach zur Mur zugeht. Das Hofkar im Westen entwässert über den Wasserfall bei der Unterhofalm zur Kleinarlerache (Kleinarlbach am Oberlauf), die als Wagrainer Ache in die Salzach mündet. Nordöstlich liegt eine weitere Karlandschaft, das Neukar, in der der Neukarsee liegt. Dieses Gebiet entwässert zum Marbach, dem Nebenbach des Pleißlingbachs unterhalb der Tauernalm. Jener geht zur Enns, die am Kraxenkogel entspringt.
Damit ist der Berg der Tripelpunkt dreier grundlegender Flussgebietseinheiten Österreichs, Donau bis Jochenstein (DBJ), zu der der Inn mit Salzach gehört, Donau unterhalb Jochenstein (DUJ) mit der Enns, und Mur – an sich ein Nebenfluss der Drau, der aber in Österreich eigenständig gerechnet wird. Dieser Punkt ist der südlichere Gipfel (ca. 2640 m ⊙). Die Drau–Inn-Wasserscheide führt in westlicher Richtung zur Dreiherrenspitze, dem salzburgisch-osttirolisch-südtirolischen Dreiländereck, mit dem Inn–Drau–Mur-Tripelpunkt am Weinschnabel  an der Kärntner Landesgrenze südlich. Die Drau–Enns-Wasserscheide läuft ostwärts bis zum Göller, von dort läuft die Drau-Traisen-Wasserscheide an der steirisch-niederösterreichischen Grenze zur Gippelmauer, wo sich der Tripelpunkt DUJ–MUR–LRR (Leitha, Raab und Rabnitz) befindet. Und der Jochenstein als Marke liegt recht genau nördlich an der oberösterreichisch-bayerischen Grenze in der Donau.

## Geologie
Der Faulkogel bildet sich wie die umliegenden Sedimentberge der Radstädter Tauern aus sonst eher in den Nördlichen Kalkalpen vorkommenden Formationen, die hier einem tieferen Stockwerk des Ostalpins, dem Unterostalpin, angehören. Das Gestein des Gipfelstocks ist brüchiger Hauptdolomit und datiert ins Nor der Trias (vor 230–210 Mio. Jahren). Die Flanken des Bergs sind etwas ältere Marmore und Tonschiefer des Karn, Ladin und Anis. An der Südflanke findet sich auch Wettersteindolomit, der die Hauptmasse der Radstädter Tauern ab dem Mosermandlmassiv aufbaut.
Im Neukar liegt eine mächtige Moräne, die an den schon in vorhistorischer Zeit verschwundenen Faulkogelgletscher erinnert.

## Geschichte
Der Faulkogel galt im 18. und frühen 19. Jahrhundert, als die Alpengipfel erst sukzessive vermessen wurden, mit über 8000 Fuß lange Zeit als der höchste Gipfel im Raum.  Tatsächlich sind neben dem Mosermandl das Weißeck südlich (2711 m ü. A.) und der Hochfeind (2687 m ü. A.) östlich des Ersteren höher.

## Namensgebung
Der Name dürfte auf das vor allem im Gipfelbereich brüchige, verwitterte, „faule“ Gestein zurückzuführen sein.

## Touren
Den Faulkogel ersteigt man aus dem Riedingtal, wo er schön einsichtig liegt, über die Franz-Fischer-Hütte, von der Tauernalm beim Tauerntunnel-Nordportal über die Mosermandl-Aufstiege, oder von der Schüttbachalm dort etwas talauswärts über die Ursprungalm und den Neukarsee, jeweils in die Windischscharte. Aus der Flachau ist auch ein Aufstieg über Ursprungalm und Neukarscharte möglich. Beide Aufstiege haben Kletterstellen. Die Überschreitung zum Rothorn ist hochalpin.